# فرودگاه بریستول فیلتون
فرودگاه بریستول (به انگلیسی: Bristol Filton Airport) (به زبان بومی: Filton Aerodrome) یک فرودگاه خصوصی با کد یاتا FZO است که یک باند فرود بتن دارد و طول باند آن ۲۴۶۷ متر است. این فرودگاه در شهر بریستول کشور انگلستان قرار دارد و در ارتفاع ۶۹ متری از سطح دریا واقع شده‌است.

## نگارخانه

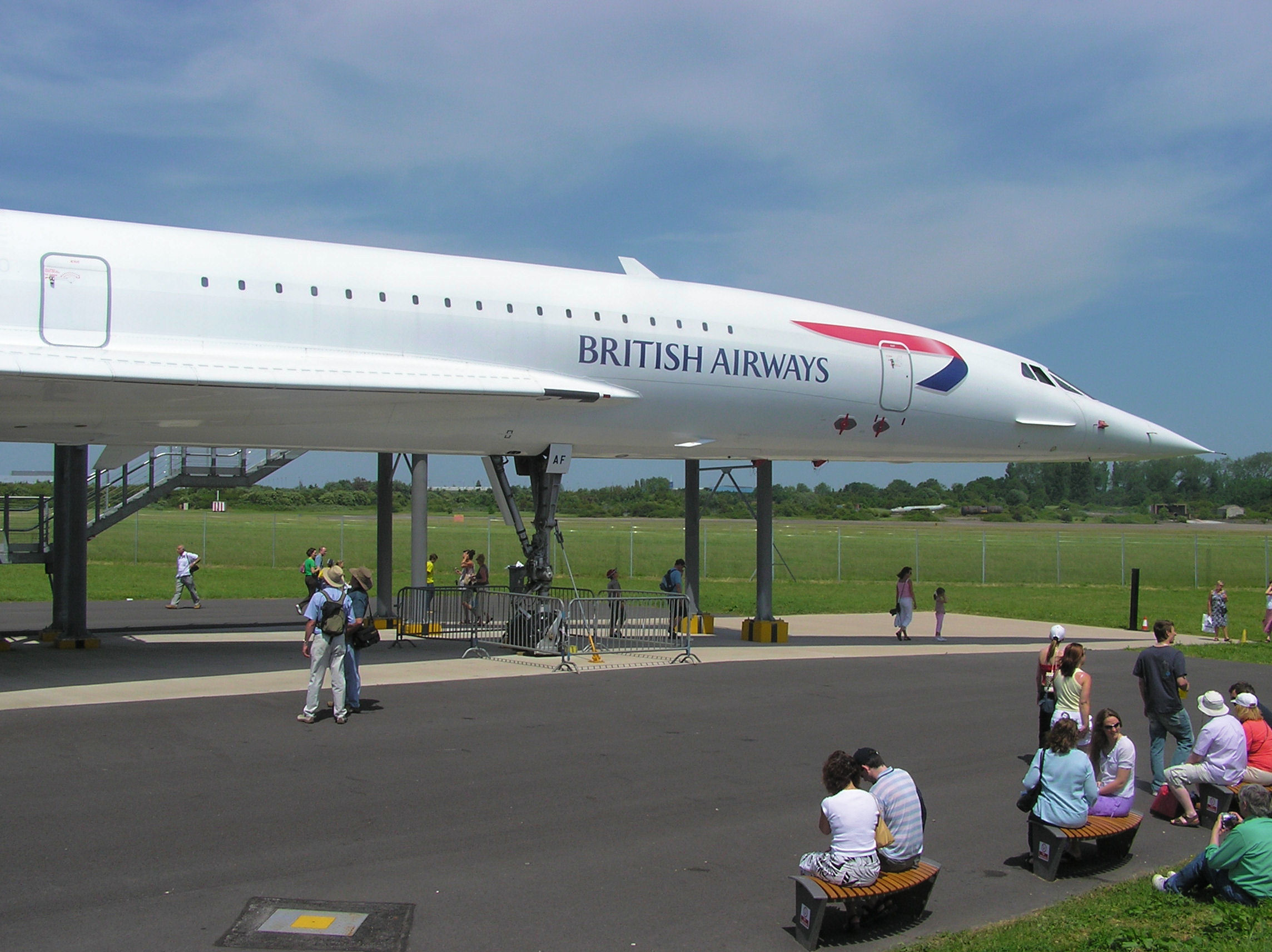
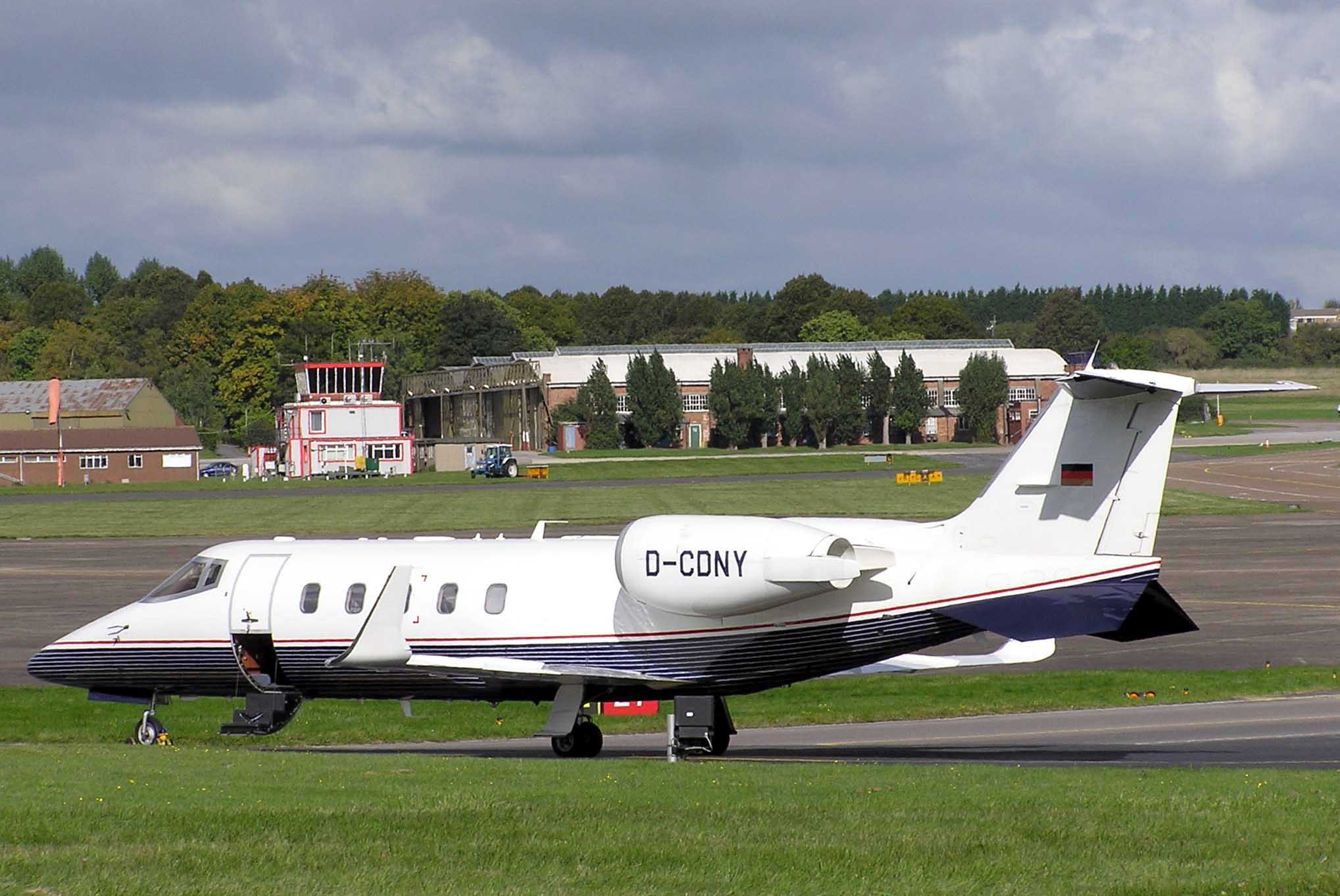
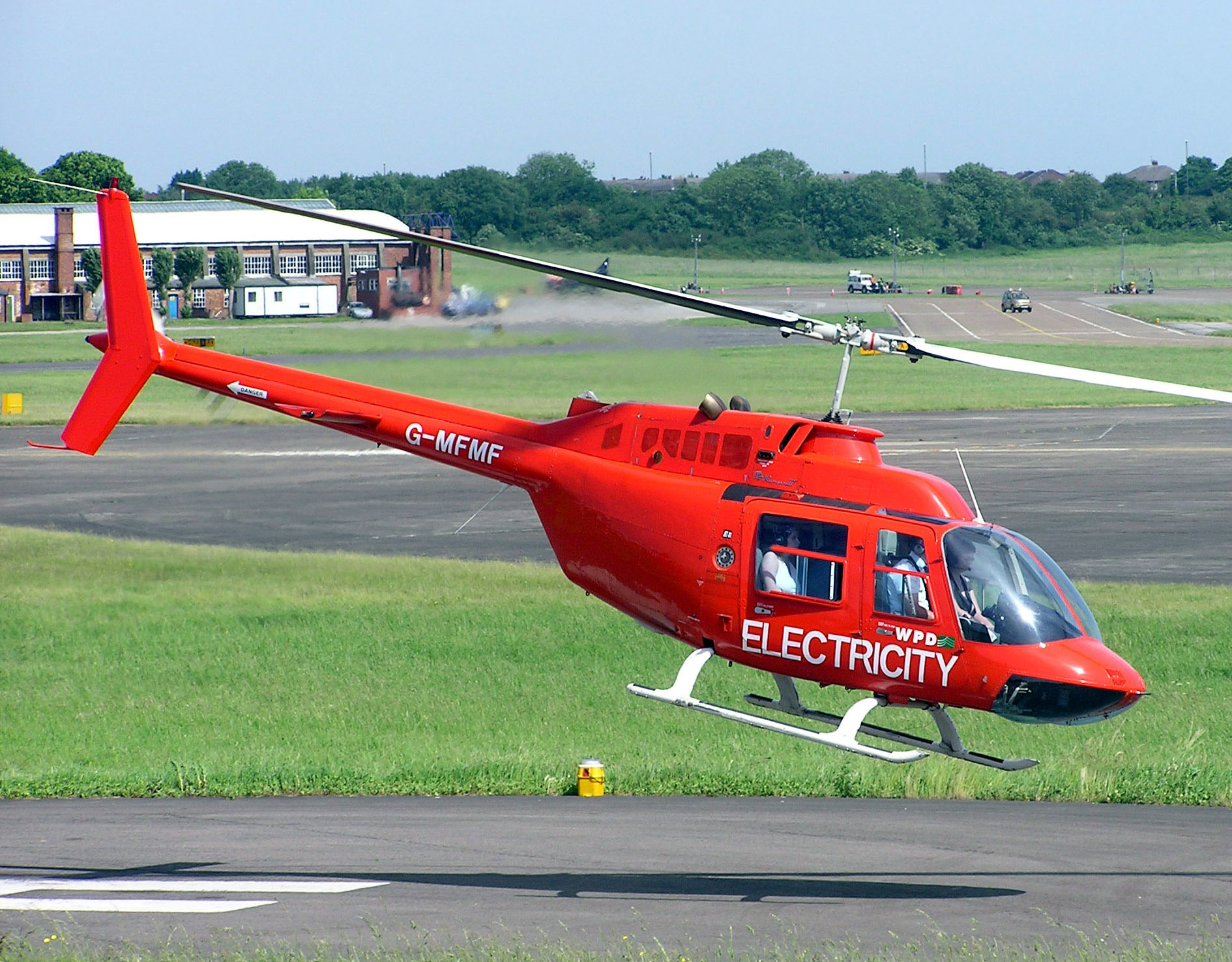
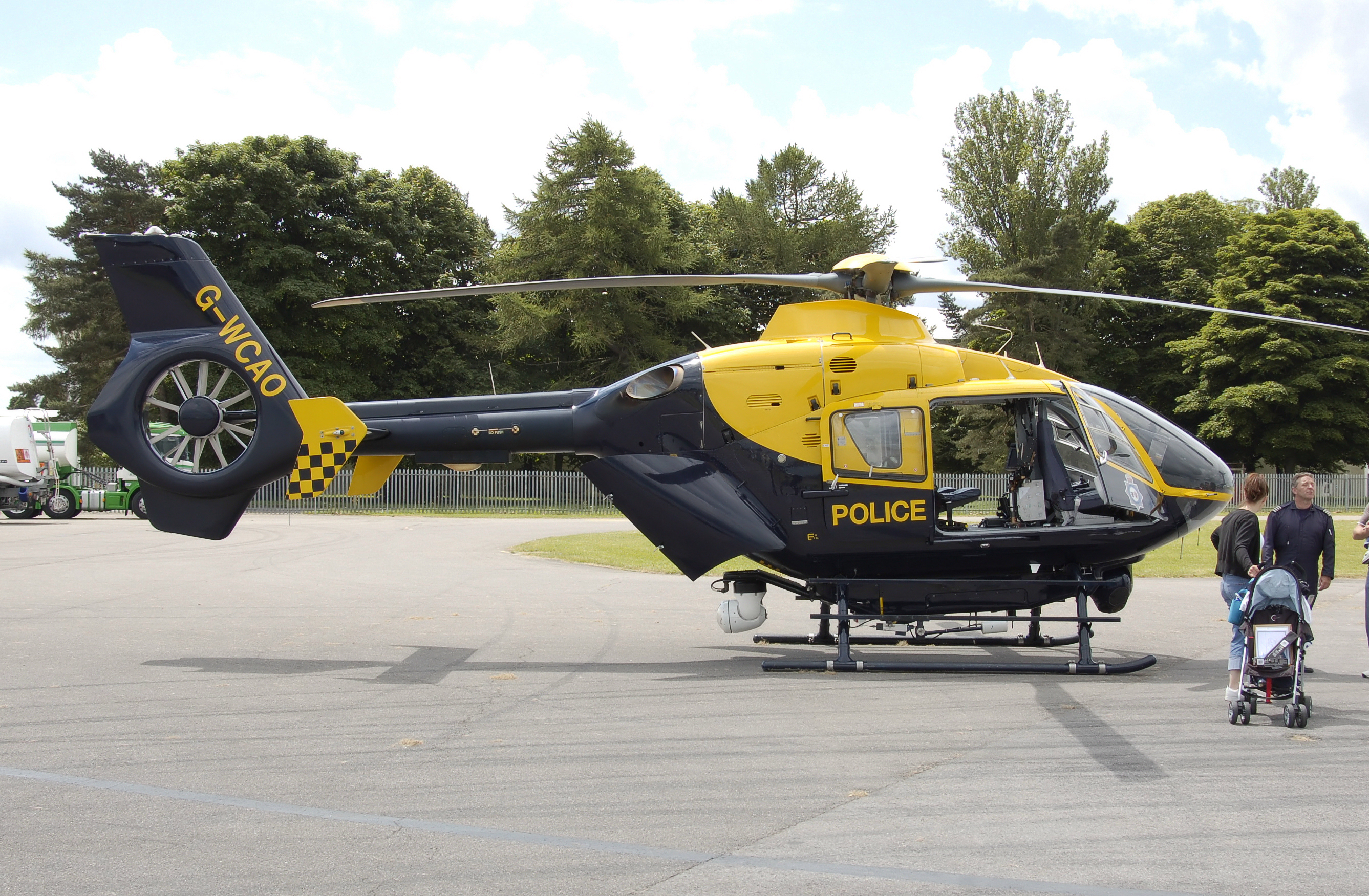